# Lukáš Klánský
Lukáš Klánský (* 22. března 1989 v Praze) je český klavírista. Jeho otec je Ivan Klánský – klavírista a vedoucí Katedry klávesových nástrojů na HAMU v Praze. Jeho bratr Daniel Klánský je operní pěvec.